# Sd Kfz 263 (6-Rad)
Sd Kfz 263 (6-Rad) は、第二次大戦前に採用されたドイツの指揮用6輪重装甲無線車である。1937～38年の間にマギルス社によって28輌が生産された。制式名称はschwerer Panzerfunkwagen (Sd Kfz 263) 6-Rad（6輪重装甲無線車 特殊車輌263型）。本車の後継として、同じ形式番号を持つ本格的な8輪重装甲車シリーズが作られ、こちらはSd Kfz 263 (8-Rad)と呼ばれる。

## 概要
民間向けのトラックシャーシをベースにした、暫定的な重装甲無線車Sd Kfz 232 (6-Rad)は部隊本部との通話ができるFu.11中距離無線機を追加したが、このため車内が狭くなり、指揮官用としては使い勝手が良くなかった。そこで砲塔を固定し、主砲である2cm KwK30を撤去して車内容積を増した本部向けの指揮専用タイプが作られた。
大型フレームアンテナが装備されているのは232と同様ではあるが、砲塔が固定されているのでその支柱も4本のシンプルな物になった。また停車した状態で使用する、長距離通信用の伸縮式のマストアンテナも装備されていた。乗員は1名増えて5名となった。
本車は機械化通信大隊に配備され、徐々に後継のSd Kfz 263 (8-Rad)に置き換わっていったが、フランス戦の頃までは第一線でその姿を見ることができ、またその後も後方任務に用いられた。